# Darío Herrera
Darío  del Carmen Herrera (Panamá, 18 de julio de 1870 - Valparaíso, Chile, 10 de junio de 1914) fue un escritor modernista, diplomático y periodista panameño. 
Como diplomático desde 1897 recorrió Ecuador, Perú, Chile y Argentina. En 1904 fue nombrado cónsul en Francia, pero renunció poco después por motivos de salud. Entre 1905 y 1906 visitó Cuba, El Salvador y México, donde realizó periodismo. En 1908 fue nombrado vicecónsul en El Callao (Perú) y en enero de 1911 cónsul general. En enero de 1913 fue nombrado cónsul en Valparaíso (Chile) donde falleció.
En sus numerosos destinos como diplomático forjó amistad con varios de los grandes poetas del Modernismo como Rubén Darío, Leopoldo Lugones, Ricardo Jaimes Freyre, Francisco y Ventura García Calderón, José Santos Chocano, etc.
En 1903 publicó Horas lejanas, el primer libro de cuentos publicado por un panameño. En 1971 se publicó su colección póstuma de poemas Lejanías. Fue el primer traductor al español de La Balada de la Cárcel de Reading de Oscar Wilde.
Como periodista desarrolló una intensa actividad en diarios y revistas de Hispanoamérica. Entre otras publicaciones, colaboró con La Nación de Buenos Aires, El Imparcial y Mundo Ilustrado de México, La Habana Elegante y El Fígaro de Cuba, La Quincena de El Salvador, etc.
Su poesía se caracteriza por ser sugestiva, psíquica y melancólica; la cual, además, posee una notable influencia de Leconte de Lisle, Stéphane Mallarmé, Verlaine, además de José Asunción Silva y de Rubén Darío. Desde el punto de vista formal, la obra de Darío Herrera es muy estética (debido a la influencia parnasiana) y se distingue por su gran poder descriptivo, elegancia en la frase rebuscada y por una preocupación léxica y formal que se refleja en su rima que es capaz de crear ritmos especiales para expresarse. La temática de su poesía gira en torno al hastío del amor, la mitología grecolatina y la muerte. Característico en la obra de Darío Herrera es su intento de evadir la realidad (lo cual está muy presente en los poetas modernistas), buscando un escenario en el pasado o en el esplendor europeo.

## Obras
- Horas lejanas y otros cuentos (cuentos, Buenos Aires, 1903).
- Lejanías (poesía, Lima, 1971, edición póstuma).